# 90703 Індульгенція
90703 Індульгенція (90703 Indulgentia) — астероїд головного поясу, відкритий 8 вересня 1988 року.
Тіссеранів параметр щодо Юпітера — 3,365.